# Piscacris robertsi
Piscacris robertsi är en insektsart som beskrevs av Kevan, D.K.M., A. Singh och Akbar 1964. Piscacris robertsi ingår i släktet Piscacris och familjen Pyrgomorphidae. Inga underarter finns listade i Catalogue of Life.